# Tim Sebastian
Tim Sebastian (Londres, 13 de març del 1952) és un periodista de televisió i novel·lista. És moderador dels programes Conflict Zone i The New Arab Debates, de la cadena alemanya Deutsche Welle. Abans va treballar a la cadena anglesa BBC, on va presentar The Doha Debates i HARDtalk. També va presentar The Outsider a la cadena Bloomberg. Va guanyar el premi BAFTA l'any 1981 i el Royal Television Society Interviewer of the Year els anys 2000 i 2001.

## Formació
Sebastian va estudiar a la Westminster School, una escola de pagament al barri de Central London. Té un grau en Llengües Modernes al New College, d'Oxford, i parla tant l'alemany com el rus.
Té, a més, un diploma en Estudis de Periodisme de la Universitat de Cardiff, graduat l'any 1974.

## Periodista
Sebastian va començar la seva carrera en el periodisme a Reuters l'any 1974, traslladant-se a la BBC com a corresponsal a l'estranger a Varsòvia l'any 1979. Es va convertir en reporter de la BBC a Europa l'any 1982, a Moscou l'any 1984 (fins a la seva expulsió de l'URSS l'any 1985) i posteriorment a Washington de 1986 a 1989.
Sebastian va treballar a més per The Mail on Sunday, i va fer contribucions a The Sunday Times.

## Entrevistador
Va fer entrevistes memorables a Hard Talk a líders mundials inclosos els presidents dels Estats Units Bill Clinton, Donald Trump] i Jimmy Carter, l'arquebisbe Desmond Tutu, el primer ministre de Singapur Lee Kuan Yew, i a l'últim líder de la Unió Soviètica Mikhaïl Gorbatxov. Ara presenta Conflict Zone, un programa d'entrevistes al canal internacional en anglès Deutsche Welle.
El març de 2016, va entrevistar el líder del partit alemany AfD, Frauke Petry.

## Moderador de debats
Sebastian és sovint moderador de debats i grans conferències, seminaris i fòrums en tot el món.
Va ser el director de The Doha Debates, un programa de la Qatar Foundation que s'emetia mensualment al canal BBC World News, valorat com el millor programa del cap de setmana. Els Debates van ser creats per Sebastian l'any 2004 i la seva cinquena temporada va començar al setembre de 2008.
Seguint els disturbis polítics i socials a Egipte i Tunísia de principis de 2011, Tim Sebastian va crear els The New Arab Debates, que hi ha hagut a Egipte, Tunísia i Jordània i que es van emetre a Deutsche Welle English així com en canals de televisió regionals. Els debats també es van fer en àrab amb el presentador egipci Mai El Sherbiny.

## Obra
- Nice Promises: Tim Sebastian in Poland (1985)
- I Spy in Russia (1986)
- The Spy in Question (1988)
- Spy Shadow (1989)
- Saviour's Gate (1991)
- Exit Berlin (1992)
- The Memory Church (1993)
- Last Rights (1993)
- Special Relations (1994)
- War Dance (1995)
- Ultra (1997)